# Knud Østergaard
Knud Charles Elvig Østergaard, född 21 mars 1922 i Ålborg, död 27 november 1993, var en dansk officer (överstelöjtnant) och politiker för Det Konservative Folkeparti. Han var försvarsminister 1971 och infrastrukturminister 1989-1990.

## Bakgrund
Knud Østergaard var son till gårdsägaren Peder Christiansen Østergaard (1879-1967) och Kristine Sørine Christensen (1886-1953). Han tog studentexamen från Ålborg katedralskole 1940 och fick därefter militär grundutbildning på Fodfolkets kornetskole (1941) och i arméns officersskola (1942-1944). Han utnämndes till premiärlöjtnant 1945 och kaptenlöjtnant (1950) samt till distriktsledare och kapten i det danska hemvärnet 1952.  Han blev sedan chef för hemvärnsdistriktet Himmerland, distriktsledare av 2:a graden och major 1961. Därefter blev han distriktsledare av 1:a graden och överstelöjtnant 1963. Från 1968 var han hemvärnets distriktschef i Ålborg.

## Politisk karriär
Østergaards politiska karriär började som ledamot i Ålborgs kommunfullmäktige (1958-1966), samt som vice borgmästare och ordförande av fullmäktiges konservativa grupp. Han var även ordförande av Teknisk kollegium i Ålborg (1958-1971). Han kandiderade till Folketinget första gången 1957 för Nørresundbys valkrets. Han var folketingsledamot 1964-1973, dansk delegat i FN:s generalförsamling (1966-1967), ledamot i Europarådet (1968-1971) samt i Natos parlamentariska församling (1969-1971, varav som vice president 1970-1971). I Folketinget var han bl.a. ordförande av bostadsutskottet (1970-1971). Han tjänstgjorde en kort period som försvarsminister 1971 i Hilmar Baunsgaards borgerliga koalitionsregering. Han var styrelseledamot i Interparlamentariska unionen (1965-1971) och av Folk og værn (1969-1971). Från 1971 var Østergaard ledamot i partistyrelsen och från 1981 partiordförande i Nordjyllands amt. Han förlorade sitt mandat i Folketinget 1973, men blev återvald 1981 för Hernings valkrets. Från 1982 var han partiets gruppordförande i Folketinget och återigen ledamot av Europarådet (1982-1987).
Østergaard var infrastrukturminister 1989-1990 och presenterade regeringens handlingsplan för transport och miljö 1990. Det var den första av sitt slag i Danmark. Under hans mandatperiod påbörjades byggandet av Stora Bältbron.

## Utmärkelser
- Riddare av Dannebrogorden,  1967[1]
- Riddare av första klass av Dannebrogorden,  1973[1]
- Kommendör av Dannebrogorden,  1980[1]

[Redigera Wikidata]